# موشکاپات
موشکاپات (به ارمنی: Մուշկապատ) یک منطقهٔ مسکونی در جمهوری آرتساخ است که در استان مارتونی واقع شده‌است. موشکاپات ۳۵۱ نفر جمعیت دارد و ۷۰۳ متر بالاتر از سطح دریا واقع شده‌است.